# Rafi's Revenge
Rafi's Revenge è un album in studio del gruppo musicale britannico Asian Dub Foundation, pubblicato nel 1998.

## Tracce
1. Naxalite – 4:42
2. Buzzin – 4:29
3. Black White – 3:34
4. Assassin – 4:01
5. Hypocrite – 4:00
6. Charge – 3:37
7. Free Satpal Ram – 3:44
8. Dub Mentality – 4:27
9. Culture Move – 4:30
10. Operation Eagle Lie – 3:21
11. Change – 3:08
12. Tribute to John Stevens – 5:14